# Grzywacz (Pasmo Wolińskie)
Grzywacz (do 1945 niem. Relix Berg) – najwyższe wzniesienie Pasma Wolińskiego i jednocześnie wyspy Wolin o wysokości 115,9 m n.p.m. Położone w woj. zachodniopomorskim, w powiecie kamieńskim, w gminie Międzyzdroje.
Grzywacz znajduje się na terenie Wolińskiego Parku Narodowego, w odległości 800 m od Morza Bałtyckiego, ok. 0,4 km od drogi wojewódzkiej nr 102 (Międzyzdroje – Wisełka), ok. 4 km na północny wschód od Międzyzdrojów. Wzniesienie niedostępne dla turystów.
Ok. 0,7 km na północny zachód znajduje się wzgórze Gosań, z klifem ku Zatoce Pomorskiej.

## Wieża telekomunikacyjna
Na szczycie Grzywacza znajduje się wieża telekomunikacyjna radiokomunikacji morskiej. Znajdują się także na niej nadajniki radiowe i telewizyjne. Wieża należy do spółki TP EmiTel.